# El Aguacate, Tempoal
El Aguacate är en ort i Mexiko.   Den ligger i kommunen Tempoal och delstaten Veracruz, i den sydöstra delen av landet, 250 km norr om huvudstaden Mexico City. El Aguacate ligger 48 meter över havet och antalet invånare är 461.
Terrängen runt El Aguacate är platt, och sluttar norrut. Runt El Aguacate är det ganska glesbefolkat, med 34 invånare per kvadratkilometer. Närmaste större samhälle är San Vicente Tancuayalab, 8,0 km nordväst om El Aguacate. Trakten runt El Aguacate består till största delen av jordbruksmark.